# 춘향전 (1935년 영화)
춘향전(t春香傳, 토키 춘향전)은 한국에서 제작된 이명우 감독의 1935년 영화이다. 문예봉 등이 주연으로 출연하였고 분도주차랑 등이 제작에 참여하였다.

## 개요
1935년 10월 4일 경성촬영소(京城撮影所)의 제작으로, 서울 단성사에서 개봉된 영화 <춘향전>은 한국 영화사상 최초의 발성영화였는데, 이기세(李基世) 원작, 이구영 각색, 이명우(李明雨) 감독·촬영, 이필우(李弼雨) 녹음 및 현상과 조명으로 되어 있고, 배역은 문예봉(文藝峰)·한일송(韓一松)·김연실·노재신(盧載信) 등이 맡았다. 이 영화의 기술 과정을 맡은 이필우는 두 차례나 일본에 건너가 최신 영화 기술을 배운 후 귀국하여, 카본 라이트를 전구 라이트 시스템으로 바꾸어서 100kW를 사용했고, 현상을 배트(vat)현상으로 하고, 프린터는 '벨 엘 호웰'을 사용하여, 이른바 기술적인 혁신을 시도했다. 흥행 결과도 성공적이었다.

## 출연

### 주연
- 문예봉
- 한일송

### 조연
- 김연실
- 노재신

## 기타
- 원작자: 이기세
- 조명: 이필우
- 녹음: 이필우